# SN 2006ao
SN 2006ao – supernowa typu II odkryta 1 marca 2006 roku w galaktyce A155919+6513. W momencie odkrycia miała maksymalną jasność 17,60m.